# Dheri Talokar
Dheri Talokar foiu un territori tribal protegit del tipus jagir. Mesurava uns 62 km² i estava a l'antic districte d'Hazara avui al Pakistan.
El 1752 la branca Dheri de la tribu Tarin va venir des de Tarin Kot (Kandahar, Afganistan), amb Ahmed Shah Durrani; el cap de la tribu, Bostan Khan, era l'oncle d'Ahmad Shah i fou el que va dirigir una de les ales de la cavalleria afganesa a la batalla de Panipat el 1761 que va suposar una greu derrota pels marathes. El rei afganès li va concedir terres a l'Índia, com a subadar, i el títol de Sher Khan; més tard les terres li foren reconegudes com un territori semiindependent tributari de la monarquia afganesa. Habib khan fou Hakim-i-Hazara, nawab de Dheri i rais de Talokar, i va governar des de vers la meitat del segle XIX; inicialment va donar suport als britànics contra els sikhs (1849) però el 1868-1869, quan els britànics van iniciar el que anomenaven Permanent Revenue Settlement per l'àrea Hazara (que es va acabar el 1872), es va oposar a la reducció de la seva propietat a favor d'alguns altres caps i es va revoltar (1869-1878) fins que fou capturat i empresonat sent enviat a l'exil; fou alliberat sota paraula el 1884 i llavors va entrar en plet amb el govern fins a la seva mort el 1888. La família va conservar les seves propietats fins que foren confiscades per Ayub Khan, president de Pakistan, vers 1960, romanent com a cap (hakim) dels hazara tarin i conservant el títol de kan de Dheri i rais de Talokar.

## Llista de sardars
- Sardar BOSTAN KHAN (Sher Khan)

- Sardar NADIR KHAN (Malik Darwesh)

- Sardar ILYAS KHAN (Malik Ilyas)

- Sardar GADAI KHAN

- Sardar NAJIBULLAH KHAN

- Sardar MUHAMMAD KHAN (mort sense fills)

- Sardar GHULAM AHMED KHAN (nebot)

- Sardar HABIB KHAN ?-1888,

- Khan ABDEL MAJID KHAN, Khan de Khangi 1888-1939

- Khan Sahib ABDEL SALIM KHAN 1939-1957

- Khan Sahib JAVED SALIM KHAN 1957-1960 (+ 1979)